# پایگاه هوایی پین
 پایگاه هوایی پین (به انگلیسی: Paine Field) یک فرودگاه همگانی Airport Department با کد یاتا PAE است که یک باند فرود آسفالت و دارد و طول باند آن ۲۷۴۶ متر است. این فرودگاه در کشور ایالات متحده آمریکا قرار دارد و در ارتفاع ۱۸۴٫۷ متری از سطح دریا واقع شده است.

## شرکت‌های هواپیمایی و مقصدهای پروازی

### باری
| شرکت‌های هواپیمایی | مقصدهای پروازی                                                                                      |
| ----------------- | --------------------------------------------------------------------------------------------------- |
| Ameriflight       | صحرایی بویینگ                                                                                       |
| اطلس ایر          | چارلستون، چوبو سنترایر، پایگاه نیروی هوایی مک‌کونل Seasonal: سینسیناتی/کنتاکی شمالی، تارانتو-گروتالی |